# 圣罗芒
圣罗芒是巴西米纳斯吉拉斯州的一个市镇。总面积2431.658平方公里，总人口9080人，人口密度3.7人/平方公里。